# Roberto Losan
Roberto Losan, nome artístico de Roberto Lopes dos Santos (Xangai, 31 de dezembro de 1952 — Santos, 30 de outubro de 2005) foi um radialista e apresentador de grande atuação no rádio brasileiro por mais de 30 anos. 
Nascido na China mais precisamente na cidade Xangai e sua mãe nascida em Harbin, também na China, e seu pai um militar, nascido na Rússia. 
Veio para o Brasil com dois anos de idade, começaria suas atividades no rádio na cidade de Santos, SP. A partir de 1973, foi contratado por uma emissora no Rio de Janeiro, Rádio Carioca, sendo contratado pela Rádio Nacional no ano seguinte, participando com sucesso por mais de sete anos na emissora no programa Tarde Alegre Nacional.
Em 1981 resolve trabalhar em emissoras de rádio no Ceará, atingindo o ápice de sua carreira, com um enorme sucesso nas duas estações por onde passou (AM do Povo e TV Verdes Mares), onde seus programas eram marcados pelo ecletismo de estilos e por quadros que iam desde o encontro de namorados até textos ligados ao sobrenatural. Nesse período, chegou também a apresentar alguns telejornais locais. Roberto Losan também seguiu num breve carreira de cantor, chegando a gravar dois compactos em 1984 e 1985  que obtiveram um relativo sucesso comercial, porém preferindo se dedicar quase que exclusivamente ao rádio logo depois desses lançamentos.
Em 1988 decide seguir sua carreira em São Paulo, atuando nas rádios Capital, Globo, América, Record, 9 de Julho, onde teve uma breve passagem e por último Rádio Tupi, todas com grande sucesso de público, sempre com o Programa Roberto Losan e por quadros de enorme aceitação como o "Cantinho do Caminhoneiro" e "Brincando na Cozinha".
Participou também do projeto Romeiro de Aparecida, da gravadora Comep em 1995 e lançou em 1999 um CD de cunho religioso chamado Legião de Amigos.
Chegou a participar de alguns capítulos da telenovela O Rei do Gado, de Benedito Ruy Barbosa, com o papel dele mesmo apresentando o quadro da dupla sertaneja "Pirilampo e Saracura" (respectivamente interpretados pelos cantores Sérgio Reis e Almir Sater).
Faleceu em 30 de outubro de 2005, decorrente de um infarto fulminante.